# WWE Superstar Spectacle
Superstar Spectacle was een televisie special in het professioneel worstelen en WWE Network evenement dat georganiseerd werd door WWE voor hun Raw, SmackDown en NXT brands. Het evenement vond plaats op 22 januari 2021 en werd live uitgezonden op 26 januari 2021 voor Republic Day in India vanuit het WWE ThunderDome in het Tropicana Field in St. Petersburg, Florida. Het evenement werd speciaal geproduceerd voor de Indiase markt van WWE als onderdeel van hun vijfjarige deal met Sony Pictures Networks India.

## Achtergrond
Op 29 oktober 2020, kondigde CRO en WWE president Nick Khan aan, dat hun aan het samenwerken zijn met Sony Pictures Networks India voor een evenement voor die Indiase markt van WWE dat uitgezonden zou worden in 2021. Het evenement zou voornamelijk worden uitgezonden op de Indiase platforms van Sony en zou worden gedistribueerd naar de Verenigde Staten. Het evenement kon worden bekeken op Sony TEN 1, Sony TEN 3 en Sony Max en werd uitgezonden om 8pm IST. Ook werd er zowel als Engels commentaar als Hindi commentaar aangeboden.
Op 13 januari 2021, kondigde WWE aan dat WWE Champion Drew McIntyre, Rey Mysterio, WWE Women's Tag Team Champion Charlotte Flair, AJ Styles, Bayley, The New Day (Kofi Kingston & Xavier Woods), Shinsuke Nakamura, Cesaro, SmackDown Tag Team Champion Dolph Ziggler, Natalya, King Corbin Ricochet, WWE Hall of Famer Ric Flair en nog veel meer bij het evenement zouden verschijnen. De eerste WWE Champion van Indiase afkomst Jinder Mahal zou een verschijning maken bij het evenement, de Bollywood Boyz (Samir Singh & Sunil Singh), Indus Sher (Rinku & Saurav), Jeet Rama, Kavita Devi, Giant Zanjeer, Dilsher Shanky en Guru Raaj maakte allemaal verschijningen bij het evenement.

## Ontvangst
Ian Hamilton van 411MANIA gaf het evenement een 7,2 van de 10, waarbij hij over de Indiase worstelaars (inclusief degenen die hun televisiedebuut maakten) opmerkte dat "voor een groep jongens die effectief vanaf nul getraind waren, dit niet slecht was" en hij geloofde dat de show een mogelijke stap op weg is naar een toekomstige "NXT India" (naar het voorbeeld van NXT UK).
Volgens CRO en WWE president Nick Khan, bekeken zo een 20 miljoen mensen het evenement live.
Op de Duitse professioneel worstelforum Cagematch kreeg het evenement een gemiddelde beoordeling van een 3,7 op 10.

## Matches
| Nr. | Match | Winnaar(s)                                             | Opmerkingen           | Bron  |
| --- | --- | ------------------------------------------------------ | --------------------- | ----- |
| 1   | Finn Bálor vs. Guru Raaj                                                                                          | Finn Bálor                                             | Een-op-een match.     | [ 8 ] |
| 2   | Dilsher Shanky, Giant Zanjeer, Rey Mysterio & Ricochet vs. Cesaro, Dolph Ziggler, King Corbin & Shinsuke Nakamura | Dilsher Shanky, Giant Zanjeer, Rey Mysterio & Ricochet | 8-man tag team match. | [ 8 ] |
| 3   | AJ Styles (met Omos) vs. Jeet Rama                                                                                | AJ Styles                                              | Een-op-een match.     | [ 8 ] |
| 4   | Charlotte Flair & Sareena Sandhu vs. Bayley & Natalya                                                             | Charlotte Flair & Sareena Sandhu                       | Tag team match.       | [ 8 ] |
| 5   | Drew McIntyre & The Indus Sher (Rinku & Saurav) vs. The Bollywood Boyz (Samir Singh & Sunil Singh) & Jinder Mahal | Drew McIntyre & The Indus Sher                         | 6-man tag team match. | [ 8 ] |